# 芬蘭國防軍
芬蘭國防軍（芬蘭語：Suomen puolustusvoimat）是由陸海空三軍組成的芬蘭武裝部隊。有職業軍人16,500人，其中軍官8,700人。常備軍約34,700名成員。軍事費約為GDP的1.3％。
芬蘭國防軍採用徵兵制，18歲以上的全部男性需服6個月至12個月的兵役。冷戰終結後，隨者國家軍事形勢的變化和蘇聯解體的影響，有些後備役軍人的員額被減少了。全部的軍隊在国防军总司令的指揮下進行作戰，而国防军总司令只對總統負責。
直至2023年4月4日前，芬蘭是唯一與俄羅斯接壤的非北約歐盟成員國。然而，芬蘭有35萬高機動性的後備役部隊加上國防軍的地面強大武器裝備，達到足夠威懾敵方的軍事力量。另外，軍事戰略上利用森林密布的地形和眾多的湖泊，可以拖延侵略者的行動，來完成軍事部署；2023年4月4日，芬兰正式加入北约，成为北约第31个成员国。

## 組織
国家总统为军队最高统帅。国防委员会是最高咨询机构。总理负责领导民政方面的国防活动。国防军总司令负责军事方面的国防活动。国防军总司令从2024年4月起由陆军上将扬内·亚科拉担任。除了一般的行政工作人員外，軍事部門分為芬蘭陸軍、芬蘭海軍和芬蘭空軍。邊防部隊（Rajavartiolaitos，包括海岸警衛隊）一般由內政部管轄，但緊急情況下會編入國防軍。

## 陸軍
總兵力約27,300人。

芬蘭陸軍的標誌

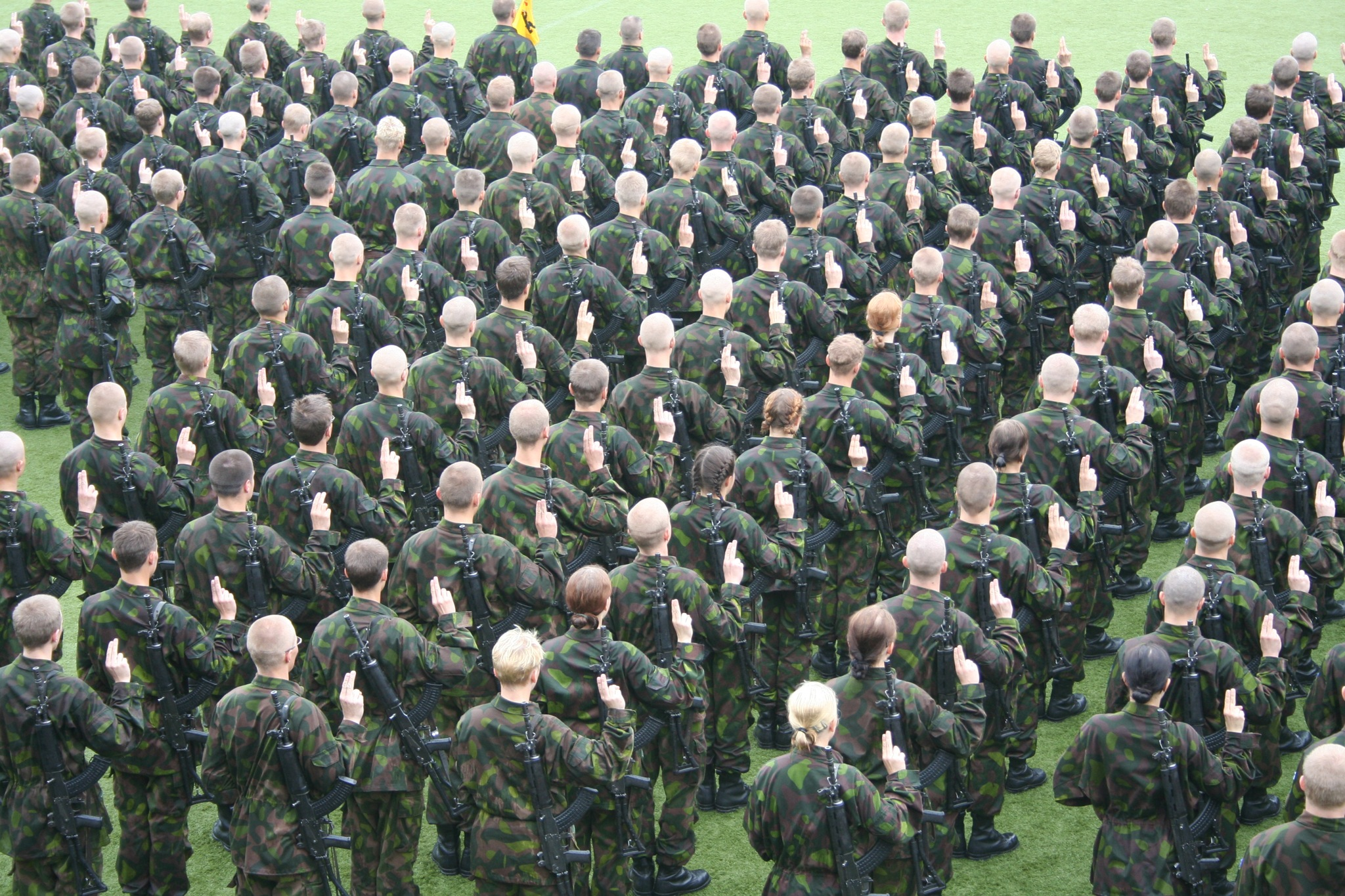
芬蘭義務役徵召兵報到

芬蘭陸軍是芬蘭國防力量的分支單位。軍隊被劃分成六個分科：步兵、野戰砲兵、防空炮兵、工兵、通信兵和後勤兵。
陸軍分為個4軍事區（東部、南部、西部、北部），各軍事區由幾個旅級部隊構築，擔任地區的防衛責任。同時，3個軍事區下又分為22個地方防衛區，各地方防衛區負責該區的徵兵訓練、後備動員以及鄉土防衛計劃的制定。陸軍裝備司令部（芬蘭語：Maavoimien materiaalilaitos）的職務是負責所有部隊後勤支援；每一個軍事區都編有一個後勤團。

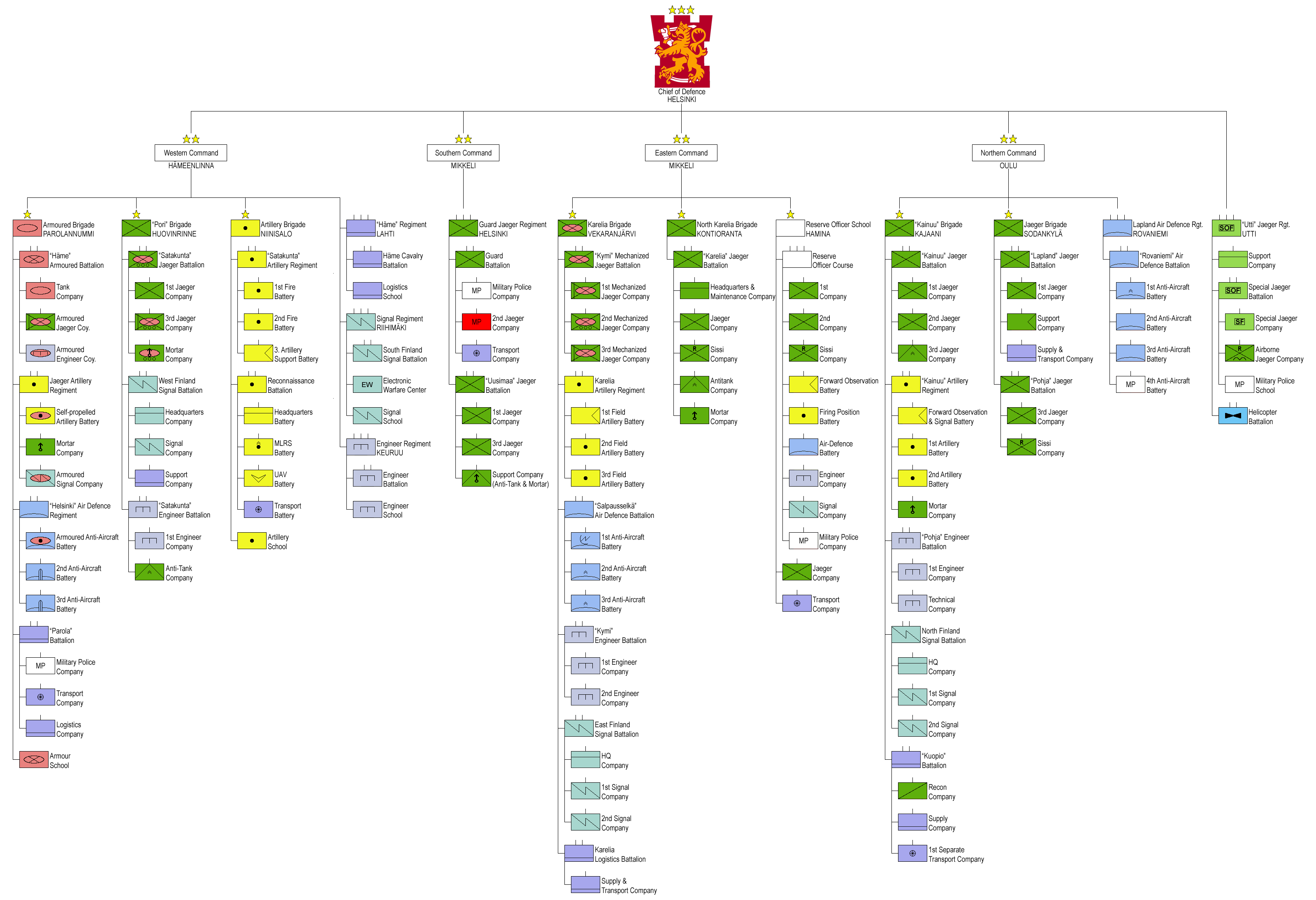
芬蘭陸軍的平時編制

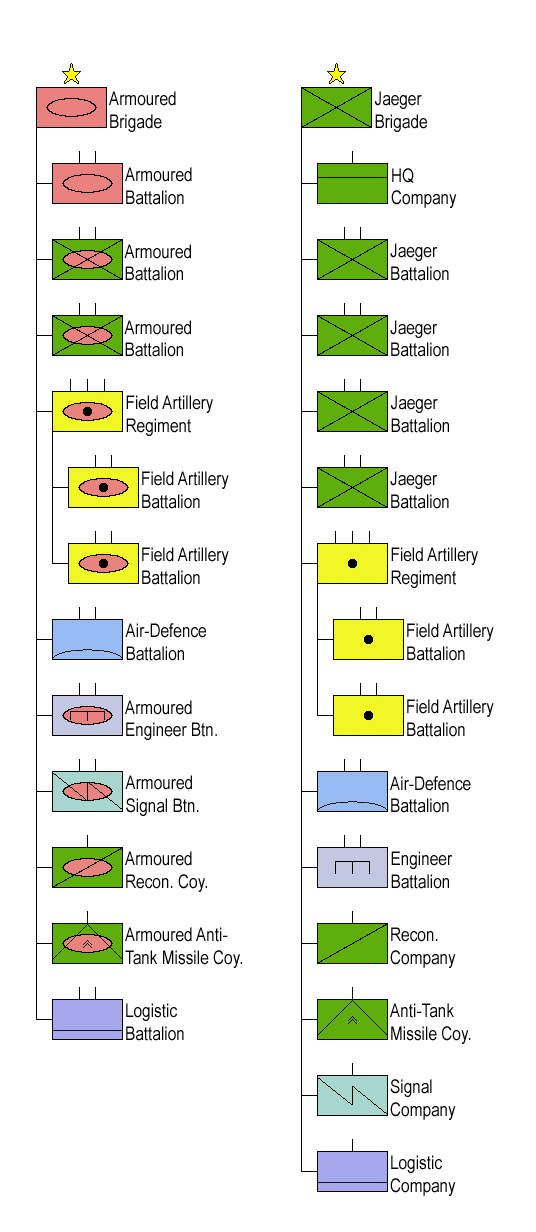
芬蘭陸軍的戰時編制

### 平時編制

#### 南部战区
2008年1月開始，陸軍由原3個軍事區，重組成4個軍事區，新增了南部軍事區。
卫队猎兵团（赫爾辛基）
南芬蘭後勤團

#### 西部战区
裝甲旅（赫爾辛基）
波里旅（守備旅）（赛屈莱）
砲兵旅（坎康佩市镇的尼尼萨洛村）
工兵團（凯乌鲁）
通信團（里希迈基）
西芬蘭後勤團

#### 東部战区
卡累利阿旅（守備旅）（瓦爾凱阿拉）
北卡累利阿旅（孔蒂奥拉赫蒂）
後備軍官學校（哈米納）
東芬蘭後勤團

#### 北部战区
卡伊努旅（守備旅）（卡亞尼）
猎兵旅（索丹屈萊）
拉普兰防空营（羅瓦涅米）
北芬蘭後勤團

### 戰時編制
業務單位
- 3個守備旅
- 2個積架旅
- 2個機械化戰鬥群
- 2個機動戰鬥群
- 1個個架直升機營
- 1個特種部隊營
- 1個反機部隊

區域單位
- 6個步兵旅
- 14個獨立營和戰鬥群
- 當地部隊和志願人員預備役部隊（Maakuntajoukot）

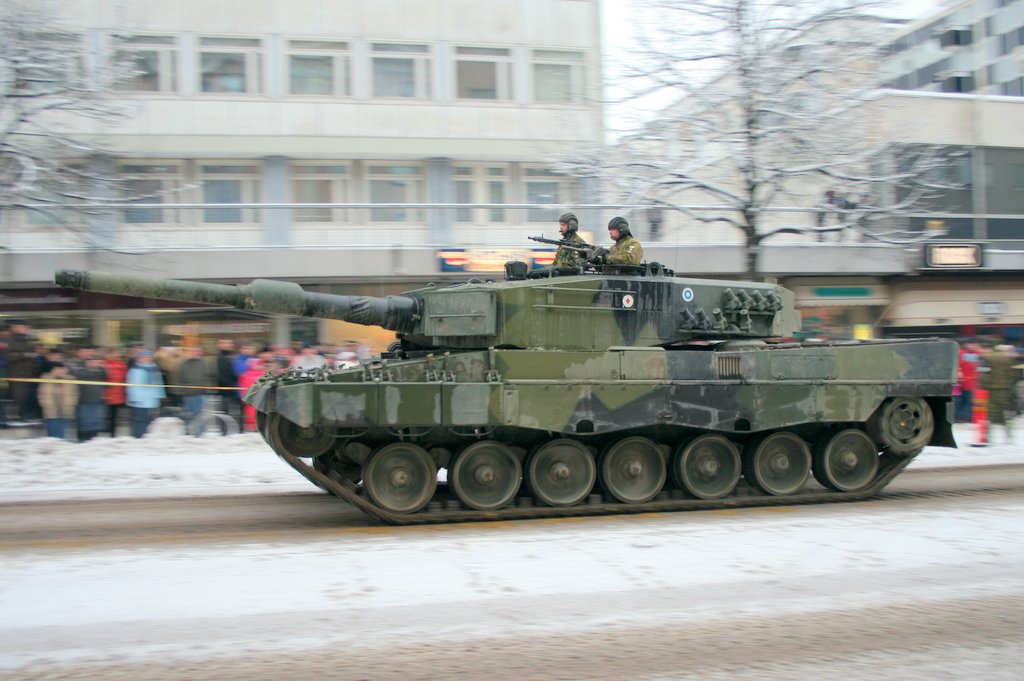
芬蘭陸軍的豹2A4戰車在獨立日的遊行活動

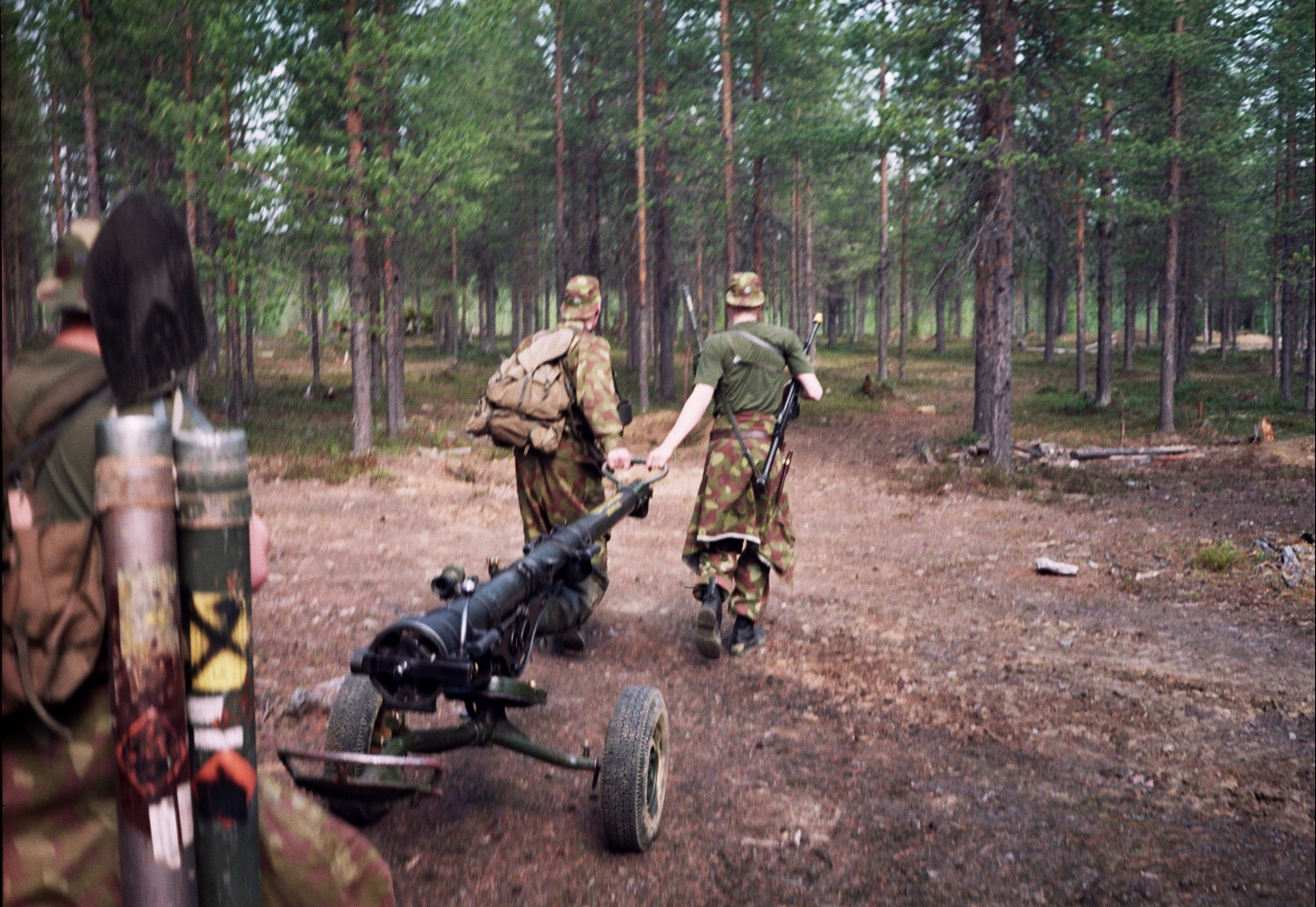
芬蘭步兵拖著95mm無後座力砲

### 主要裝備
- 豹2型坦克 - 200輛(預計)
- BMP-2步兵戰車 - 110輛
- CV-90裝甲戰鬥車（英语：Combat Vehicle 90） - 102輛
- MT-LB（裝甲運兵車、履帶式） - 220輛
- BTR-50（英语：BTR-50）（兩棲人員運輸車、履帶式） - 73輛
- BTR-60（裝甲運兵車、輪式） - 117輛
- Sisu Pasi（英语：Patria Pasi）（裝甲運兵車、輪式） - 633輛
- AMV裝甲車（裝甲運兵車、輪式） - 62輛（配備防禦者M151遙控武器站）
- 2S5自走砲 - 18輛
- D-30 122mm榴彈砲（英语：122 mm howitzer 2A18 (D-30)） - 486門
- K83 155mm加農炮（英语：155 K 83） - 108門
- M-46 130mm加農炮（英语：130 mm towed field gun M1954 (M-46)） - 144門
- AMOS - 24輛
- BGM-71拖式飛彈
- MD 500 - 8架
- Mi-8 - 2架
- NHI NH90 - 5架
- RUAG無人飛機（英语：RUAG Ranger） - 11架

## 空軍

芬蘭空軍军徽

芬蘭空軍是世上歷史最悠久的空軍，自1918年3月存在至今。芬蘭空軍總部下分三個司令部及一個後勤支援單位，總兵力約4400人。負責平時進行芬蘭領空的警戒，戰時實施航空作戰的任務。

芬兰空军目前的國籍標誌

### 組織編制
- 總部（于韋斯屈萊市蒂卡科斯基（英语：Tikkakoski）区）
- 拉普蘭空軍司令部（羅瓦涅米）
  - 第11戰鬥中隊
  - 第5運營中心
  - 貝斯（Base）支援公司
  - C4I系統工作室
  - 飛機修護站
- 萨塔昆塔空軍司令部（坦佩雷-皮尔卡拉机场）
  - 第21戰鬥中隊
  - 第3運營中心
  - 飛機修護站
  - C4I系統裝備中心
  - 勤務中心
  - 貝斯（Base）支援公司
- 卡累利阿空軍司令部（庫奧皮奧）
  - 第31戰鬥中隊
  - 第7運營中心
- 航空訓練聯隊（考哈瓦）
  - 第41戰鬥中隊
  - 培訓中心
  - 勤務中心
  - 飛機修護站
  - C4I系統工作室
- 空軍學院（蒂卡科斯基（英语：Tikkakoski））
  - 空中支援戰鬥中隊（TukiLLv）
- 空軍航空裝備司令部（坦佩雷）
- C4I系統裝備司令部（于韋斯屈萊市蒂卡科斯基（英语：Tikkakoski）区）
- 飛機和武器系統訓練部（Halli）
- 芬蘭情報研究機構（蒂卡科斯基（英语：Tikkakoski））

### 裝備

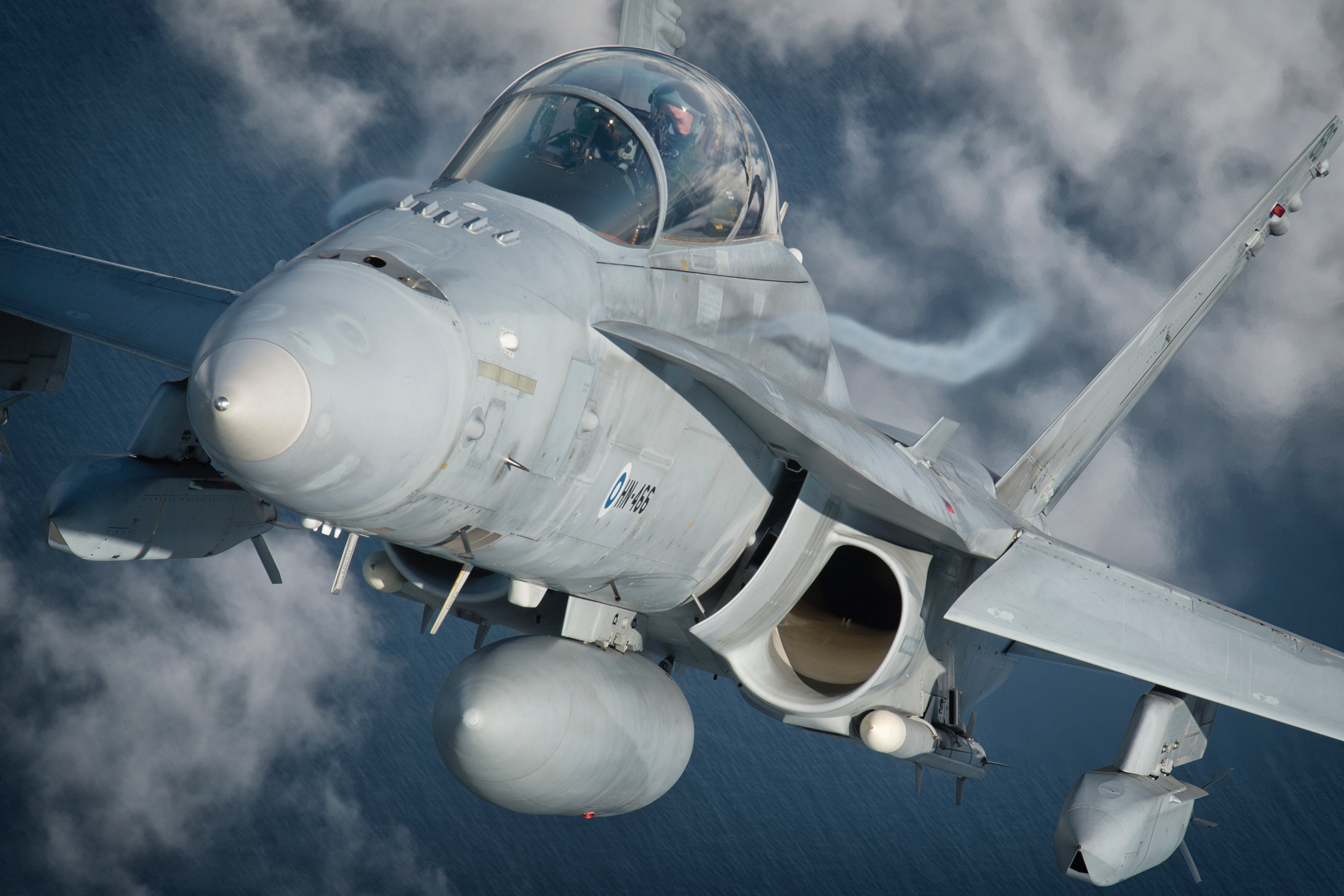
芬蘭空軍主力戰機為F/A-18黃蜂式戰鬥攻擊機

- F/A-18黃蜂式戰鬥攻擊機 - 63架
- 鹰式教练机 - 65架
- 里爾35輕航機 - 3架
- 福克F27客機 - 2架
- C-295運輸機 - 2架

## 海軍
總兵力約3,000人。

芬蘭海軍的標誌

海軍除了海軍本部以外，分兩個海軍的司令部（芬蘭灣和群島海域司令部）。飛彈快艇和掃佈雷艇是主力。另外有海岸防衛部隊所屬的艦艇和船隻。海軍陸戰隊的新地旅被編入，新地旅是該國唯一使用瑞典語的部隊。

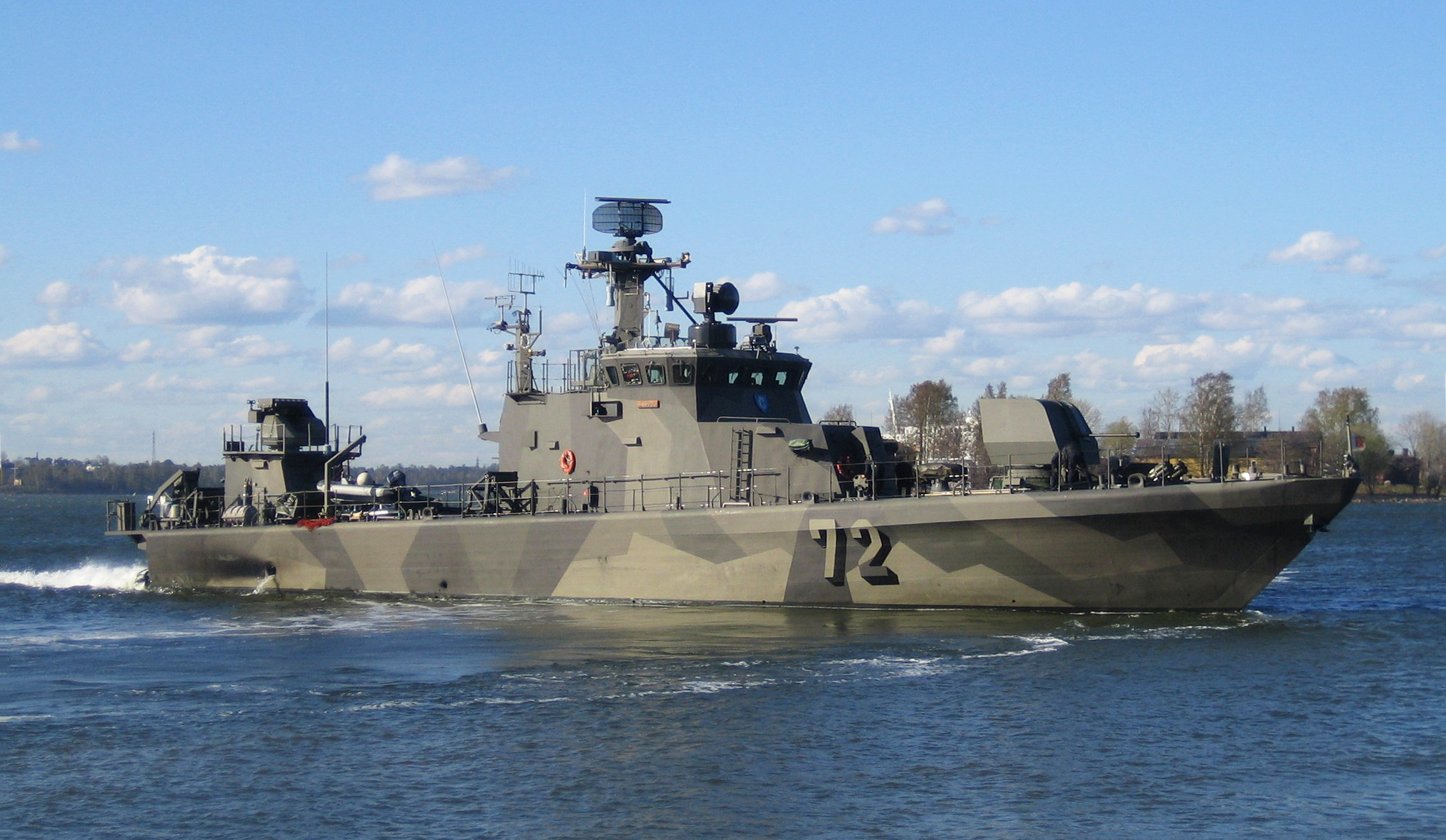
勞馬級導彈巡邏艇

### 組織編制
- 海軍總部（圖爾庫）
- 海軍學院（赫爾辛基芬兰堡）
- 海軍研究站（埃斯波）
- 芬蘭灣海軍司令部（英语：Gulf of Finland Naval Command）（基爾科努米）
  - 第7導彈分遣艦隊（7.Ohjuslaivue）
  - 第5水雷戰分遣艦隊（5.Miinalaivue）
  - 芬兰堡沿海團
  - 科特卡沿海營
  - 波卡拉沿海營
  - 海軍訓練中心（Merivoimien Koulutuskeskus）
  - 後勤中心（Huoltokeskus）
- 群島海域海軍司令部（英语：Archipelago Sea Naval Command）（圖爾庫）
  - 第6導彈分遣艦隊（6.Ohjuslaivue）
  - 第4水雷戰分遣艦隊（4.Miinalaivue）
  - 圖爾庫沿海營
  - 後勤中心（Huoltokeskus）
  - 海軍軍樂隊（Laivaston Soittokunta）
- 新地旅（英语：Uusimaa Brigade）（埃克奈斯）
  - 旅本部
  - 瓦薩沿海營（步兵）
  - 埃克奈斯沿海營（步兵）
  - 兩棲戰學校
  - 供應中心

## 邊防衛隊

芬蘭邊防衛隊军徽

### 裝備
- 哈米納級飛彈快艇（英语：Hamina-class missile boat） - 4艘
- 勞馬級導彈巡邏艇（英语：Rauma-class missile boat） - 4艘
- 基斯拉級巡邏/反潛船（英语：Kiisla-class patrol boat） - 2艘
- 波赫扬马布雷艇（英语：Finnish minelayer Pohjanmaa） - 1艘
- 海门马级布雷艇（英语：Hämeenmaa-class minelayer） - 2艘
- 庫哈級掃雷艇（英语：Kuha-class minesweepers (1974)） - 6艘
- 基斯基級掃雷艇（英语：Kiiski-class minesweeper） - 7艘
- 潘肖級佈雷艇（英语：Pansio-class minelayer） - 3艘

## 外部連結
- 官方网站  （文） （瑞典文） （英文）